# Electric Dreams
Electric Dreams (bra Amores Eletrônicos) é um filme britano-estadunidense de 1984, dos gêneros ficção científica, comédia e romance, dirigido por Steve Barron.

## Enredo
O arquiteto Miles Harding apaixona-se por sua vizinha do andar superior. O problema é que seu computador também se enamora da bela violoncelista e, para afastar o seu rival começa a causar-lhe diversas dificuldades, desde a devolução de cheques até problemas com a polícia, O ponto alto do filme é sua trilha sonora composta por Giorgio Moroder, TOGETHER IN ELECTRIC DREAMS de Philip Oakey (Vocalista do The Human League) e  Giorgio Moroder. e LOVE IS LOVE do Culture Club viraram grandes sucessos na época.  

## Elenco
- Lenny von Dohlen.......Miles Harding
- Virginia Madsen.......Madeline Robistat
- Maxwell Caulfield.......Bill
- Bud Cort.......Voz de Edgar
- Don Fellows.......Sr. Ryley
- Alan Polonsky.......Frank
- Wendy Miller.......Digitador
- Harry Rabinowitz.......Condutor
- Miriam Margolyes.......Garota do ticket
- Holly De Jong.......Recepcionista do Sr. Ryley
- Stella Maris.......Mulher no aeroporto
- Mary Doran.......Millie
- Diana Choy.......Garota  do Check-Out
- Jim Steck.......Homem da mudança #1
- Gary Pettinger.......Homem da mudança #2
- Bob Coffey.......Homem da mudança #3
- Mac McDonald.......Homem da mudança #4
- Howland Chamberlain.......Vizinho
- Patsy Smart.......Mulher na bilheteria
- Madeleine Christie.......Mulher no concerto
- Preston Lockwood.......Homem no concerto
- Shermaine Michaels.......Garota fora do teatro
- Lisa Vogel.......Guia
- Koo Stark.......Garota na ópera
- Winston T. Dog.......Winston T. Dog
- Frazer Smith.......D.J.

## Prêmios e indicações
- Indicado

Avoriaz Fantastic Film Festival
Categoria Grande Prêmio Steve Barron[carece de fontes?]
BAFTA
Categoria Melhor Canção Original Giorgio Moroder e Philip Oakley pela música Together in Electric Dreams[carece de fontes?]
- Ganhou

Avoriaz Fantastic Film Festival
Categoria Prêmio Antennae II Steve Barron[carece de fontes?]
Categoria Prêmio da audiência Steve Barron[carece de fontes?]